# Семь дней до реки Рейн
«Семь дней до реки Рейн» — название совершенно секретной командно-штабной военной игры, спланированной в 1979 году Организацией Варшавского договора (ОВД). Это было советское представление семидневной ядерной войны между НАТО и Объединенными вооруженными силами ОВД. Крупномасштабные учения по данному плану проводились на территории ГДР ежегодно вплоть до лета 1990 года, то есть в последний раз они состоялись уже после падения Берлинской стены.

## Рассекречивание
Возможный сценарий третьей мировой войны был обнародован консервативным польским правительством сразу после его избрания в 2005 году, для того, чтобы «прочертить линию под коммунистическим прошлым страны» и «предоставить информацию польской общественности о старом режиме».

## План операции
План основывался на том, что НАТО нанесёт первый удар по долине реки Висла, что воспрепятствует командованию советского блока в отправке подкрепления в Восточную Германию для предотвращения вторжения НАТО в эту страну. В результате этого ядерного удара ожидалось, что вся Польша будет уничтожена, и около двух миллионов гражданских поляков умрут.
Советский контрудар будет направлен против Западной Германии, Бельгии, Нидерландов и Дании.
В рамках подготовки операции вторжения в Западную Европу, СССР разместил (по состоянию на конец 1980-х гг.) примерно 60 тысяч танков на своей европейской территории и в странах Организации Варшавского договора, не считая ещё 20 тысяч в азиатской части СССР. Состав, структурная организация и развертывание таких сил прямо указывали на их наступательный, а не оборонительный характер, что вызывало глубокую обеспокоенность в политических и военных кругах стран НАТО.
План был постепенно свернут в связи с принятием в СССР оборонительной военной доктрины (1988), антикоммунистическими революциями в Восточной Европе (1989), объединением Германии (1990) и, наконец, заключением Парижского договора об обычных вооруженных силах в Европе (19 ноября 1990 года).

## Дополнительные планы
Советские планы предполагали выход на рубеж Северного моря и города Лиона (Франция) на девятый день наступления, затем продолжение наступления до конечного рубежа в Пиренеях. При этом некоторые союзники СССР по ОВД (например, Чехословакия) находили такие цели слишком оптимистичными. По мнению современных западных стратегов, цели советской операции были полностью недосягаемыми. У СССР имелись также планы по морской операции в Северной Атлантике против судоходства НАТО.

## Ответ НАТО
Командование НАТО разрабатывало и осуществляло комплекс оборонительных мероприятий, направленных на отражение потенциального советского наступления. Среди ответных мер НАТО были следующие:
- поскольку силы НАТО в Европе отставали по численности танков от СССР и ОВД в несколько раз, а переброска дополнительных танков из США морем заняла бы примерно неделю (слишком долгий срок с учётом темпов предполагаемого советского вторжения), основной упор делался на развитие противотанковой вертолетной авиации;
- предполагалось использование нейтронных боеприпасов против наступающих танковых колонн;
- вдоль границы ФРГ и ГДР велось проектирование трубопровода, начинённого жидким взрывчатым веществом; трубопровод мог быть детонирован по всей длине границы в момент начала советского вторжения;
- в рамках неядерного ответа на советское наступление предполагалось также уничтожение выявленных советских подводных лодок в Атлантике.

## ссылки
- National Interest: «Семь дней до реки Рейн» — план победы над НАТО
- «Семь дней до реки Рейн»: как СССР хотел захватить Западную Европу